# Leioselia egregia
Leioselia egregia là một loài bướm đêm trong họ Noctuidae.